# Anchetil de Harcourt
Anchetil de Harcourt foi Cavaleiro medieval e senhor de Harcourt localidade da actual comuna francesa na região administrativa da Alta-Normandia, no departamento Eure.
Anchetil tomou o nome de Harcourt, por vias do senhorio que Rollo deixou ao seu bisavô Bernardo, o Dano, que por sua vez  o transmitiu à posteridade.
Também vez importantes doações à Abadia de Fécamp e prestou assistência, junto com seu pai a Notre-Dame de Bernay com Judith da Bretanha, Duquesa da Normandia, em 1024.

## Relações familiares
Foi filho de Toroldo de Pont-Audemer (945 - ?) senhor de Pont-Audemer e de Anceline de Montfort. Casou com Eva de Boissey de quem teve: 
1. Roberto I de Harcourt, senhor de Harcourt casou com Colette de Argouges,
2. Errando de Harcourt, Senhor de Harcourt, participa na Conquista normanda da Inglaterra,
3. João de Harcourt,
4. Arnoldo de Harcourt, tal como o seu irmão participa na Conquista normanda da Inglaterra durante a qual trava um combate com Danois pela Côte Est,
5. Gervais de Harcourt,
6. Ives de Harcourt,
7. Reinaldo d'Harcourt,
8. Agnes de Harcourt, Senhora de Formeville.